# Phyllis Chesler
Phyllis Chesler (1 de outubro de 1940) é uma escritora norte-americana, psicoterapeuta e professora emérita de psicologia e estudos femininos. Ela é conhecida como uma psicóloga feminista e é autora de 16 livros, incluindo o best-seller  Women and Madness (1972). Chesler escreveu sobre tópicos como género, doenças mentais, divórcio e custódia de crianças, gravidez de aluguer, segunda vaga feminista, pornografia, prostituição, incesto e violência contra as mulheres. Suas obras foram traduzidas em muita línguas europeias, bem como para o hebraico, chinês, coreano e japonês.
Em anos mais recentes, Chesler escreveu várias obras sobre temas como o antissemitismo, o Islã, e os crimes de "honra". Chesler argumenta que muitos intelectuais ocidentais, incluindo esquerdistas e feministas, abandonaram os valores ocidentais em nome do relativismo multicultural, e que isso levou a uma aliança com os islamistas um aumento do antissemitismo, e ao abandono das mulheres muçulmanas e minorias religiosas em países de maioria muçulmana.

## Vida pessoal
Chesler era a mais velha de três filhos duma família judia ortodoxa da classe trabalhadora em Brooklyn, Nova York. Quando jovem, ela se juntou ao movimento juvenil socialista-sionista e antirreligioso, HaShomer Hatzair, e mais tarde o ainda mais radical movimento juvenil sionista de esquerda. o Ein Harod. Apesar da discordância de seus pais, ela continuou a rebelar-se contra sua educação religiosa.
Frequentou a New Utrecht High School onde foi editora do anuário e do magazine literário.Ganhou uma bolsa de estudos completa para Bard College, onde conheceu Ali, um homem muçulmano ocidentalizado do Afeganistão, filho de devotos pais muçulmanos. Casaram-se em uma cerimônia civil em 1961 no Estado de Nova York e se estabeleceram em Cabul, na grande e polígama casa do seu sogro, que tinha três esposas e vinte e um filhos. Esta experiência, segundo ela, foi a inspiração para se tornar uma feminista fervorosa.
De acordo com Chesler, seus problemas começaram imediatamente na chegada ao Afeganistão. As autoridades a obrigaram a entregar seu passaporte americano, e ela acabou como uma autêntica prisioneira na casa de seus parentes. Chesler descreve como as esposas estrangeiras eram maltratadas. O próprio esposo passou a tratá-la da mesma maneira que o pai e o irmão mais velho tratavam as esposas: "distante, com um toque de desdém e constrangimento". Enquanto nos EUA,, ele orgulhava-se dela ser uma rebelde e livre-pensadora; mas no Afeganistão, as suas críticas ao tratamento das mulheres e dos pobres o tornaram suspeito, vulnerável. Chesler comenta como as mulheres eram forçadas a sentar-se na parte de trás dos autocarros e tinham sempre de dar lugar na fila do bazar a qualquer homem.
A embaixada dos Estados Unidos recusou-se a ajudá-la a deixar o país. Depois de vários meses, ela contraiu hepatite e ficou gravemente doente. Aí seu sogro tornou possível o seu retorno aos EUA com um visto temporário.
Após seu regresso, ela completou seu último semestre e formou-se em Bard, iniciou um programa de doutorado, trabalhou em um laboratório de pesquisa cerebral para E. Roy John, publicou estudos na revista Science e recebeu uma bolsa de neurofisiologia no New York Medical College, do Flower Fifth Avenue Hospital. Posteriormente, em 1969, ela obteve um Doutorado. em psicologia na New School for Social Research  e fez carreira como professora, autora e psicoterapeuta em prática privada.
Chesler divorciou-se de seu primeiro marido e casou-se com um israelita, de quem também se divorciou mais tarde. Ela tem um filho. Ela descreve seu relacionamento, gravidez, parto e seu primeiro ano como mãe em "With Child: A Diary of Motherhood ".